# Anafi

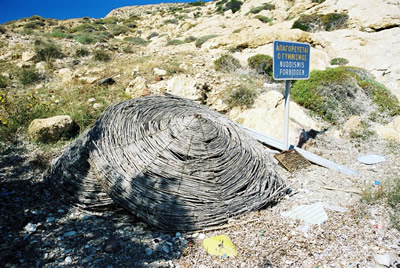
Anafi: Strand

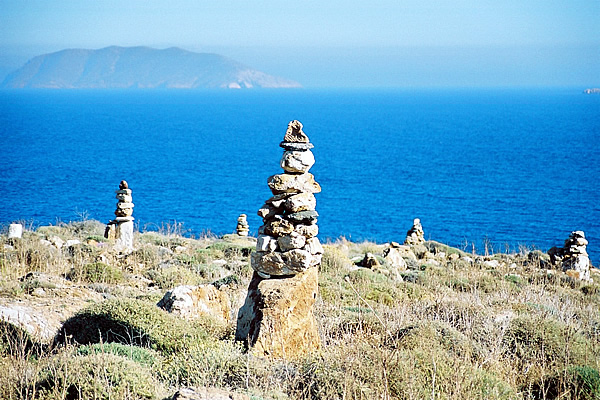
Anafi: Bakens

Anafi (Grieks: Ανάφη) is een eiland in het zuidoosten van de Griekse archipel de Cycladen (Egeïsche Zee) en heeft een oppervlakte van 38 km² met een inwoneraantal van ca. 240.

## Algemeen
Anafi is een kaal en onvruchtbaar eiland en is gelegen op ca. 20 km ten oosten van het eiland Santorini. Bestuurlijk is dit eiland sedert 2011 een Griekse gemeente (dimos), en hoort bij de regionale eenheid (periferiaki enotita) Thira, in de Griekse bestuurlijke regio (periferia) Zuid-Egeïsche Eilanden.

## Hoofdstad
De kleine hoofdstad Chora ligt in het zuidwesten van het eiland boven de havenstad Agios Nikolaos, op de heuvel boven de stad liggen resten van een oude Venetiaanse vesting. De meeste inwoners wonen in het op de heuvel gelegen, Chóra dat via een betonweggetje verbonden is met het minuscule haventje Áyos Nikolaos.

## Bezienswaardigheden
De antieke stad Anaphe en zijn Venetiaanse opvolger liggen op de kegelvormige bergtop Kastelliheuvel. Op het ruïneveld bevinden zich verschillende grafkamers met nissen, een waterbassin en sporen van tempels. Op een landengte in het zuidoosten van het eiland liggen de overblijfselen van een antiek Apollonheiligdom, op welke plek nu het klooster Zoodochos Pigi staat.

## Vervoer
Verder zijn er slechts voetpaden en zorgen muilezels voor het transport. Alle leven, en dus ook het strandvertier, speelt zich uitsluitend af aan de zuidkust, waarvan de baaien echter slechts te voet of per boot bereikbaar zijn. Hoewel deze enorme steenpuist op slechts twee uur varen van Santorini ligt, blijft Anafis door de gebrekkige verbindingen, in ieder geval buiten het hoogseizoen, een van de meest serene eilanden van de Cycladen. Markante historische overblijfselen zijn een tempel en stenen (zeevaarders)bakens.